# Benty Grange

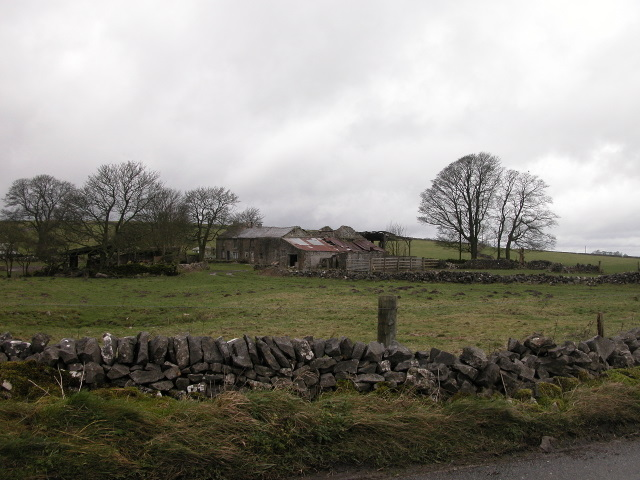
Benty Grange. Une ferme abandonnée.

Benty Grange est un site d'intérêt scientifique particulier situé dans le Derbyshire, en Angleterre. D'une superficie de 21 hectares, il est protégé depuis 2012 pour sa richesse végétale. Il abrite également un tumulus de l'époque anglo-saxonne.

## Description
Le site d'intérêt scientifique particulier (Site of Special Scientific Interest, SSSI) de Benty Grange couvre une superficie de 21,1 hectares dans la paroisse civile de Monyash dans le Derbyshire, un comté des Midlands de l'Est, en Angleterre. Sa désignation comme SSSI est annoncée le 19 juin 2012 et confirmée le 8 mars 2013, malgré l'opposition de plusieurs individus dont David Woolley, l'un des deux propriétaires des terrains concernés.
D'après Natural England, la classification de cette zone est justifiée par le nombre important d'espèces végétales qu'elle abrite naturellement. On y trouve quatre espèces d'herbes : Cynosurus cristatus, Anthoxanthum odoratum, Agrostis capillaris et Festuca rubra, ainsi que d'autres plantes comme Centaurea nigra, Ranunculus acris, Ranunculus bulbosus, Plantago lanceolata, Trifolium pratense, Leucanthemum vulgare, Lotus corniculatus, Hypochaeris radicata, Rumex acetosa et Conopodium majus.

## Le tumulus
Benty Grange abrite en outre un tertre de l'époque anglo-saxonne protégé comme scheduled monument depuis le 23 octobre 1970. Il se compose d'un tumulus circulaire d'environ 60 cm de haut et 15 m de diamètre, entouré d'un fossé d'environ 1 m de large et 30 cm de profondeur, ainsi que d'une série de levées en terre de 20 cm de haut et 3 m de large. La structure entière mesure environ 23 m sur 22.
Ce site a été fouillé le 3 mai 1848 par l'antiquaire Thomas Bateman. Il y découvre plusieurs objets, parmi lesquels le casque de Benty Grange, l'un des rares casques connus de la période anglo-saxonne, ainsi qu'un bol suspendu.

Objets trouvés lors des fouilles de Benty Grange
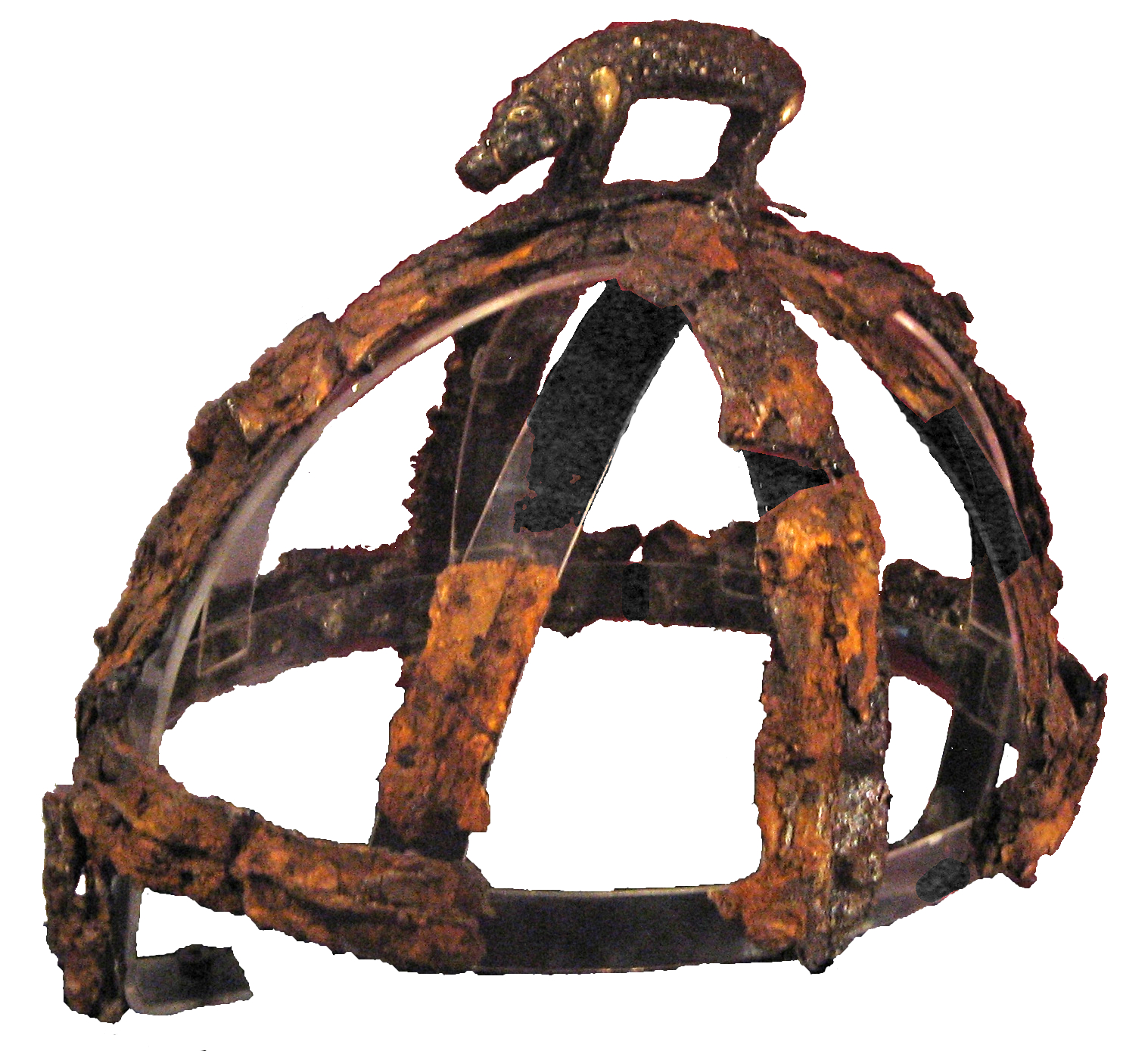
Casque de Benty Grange
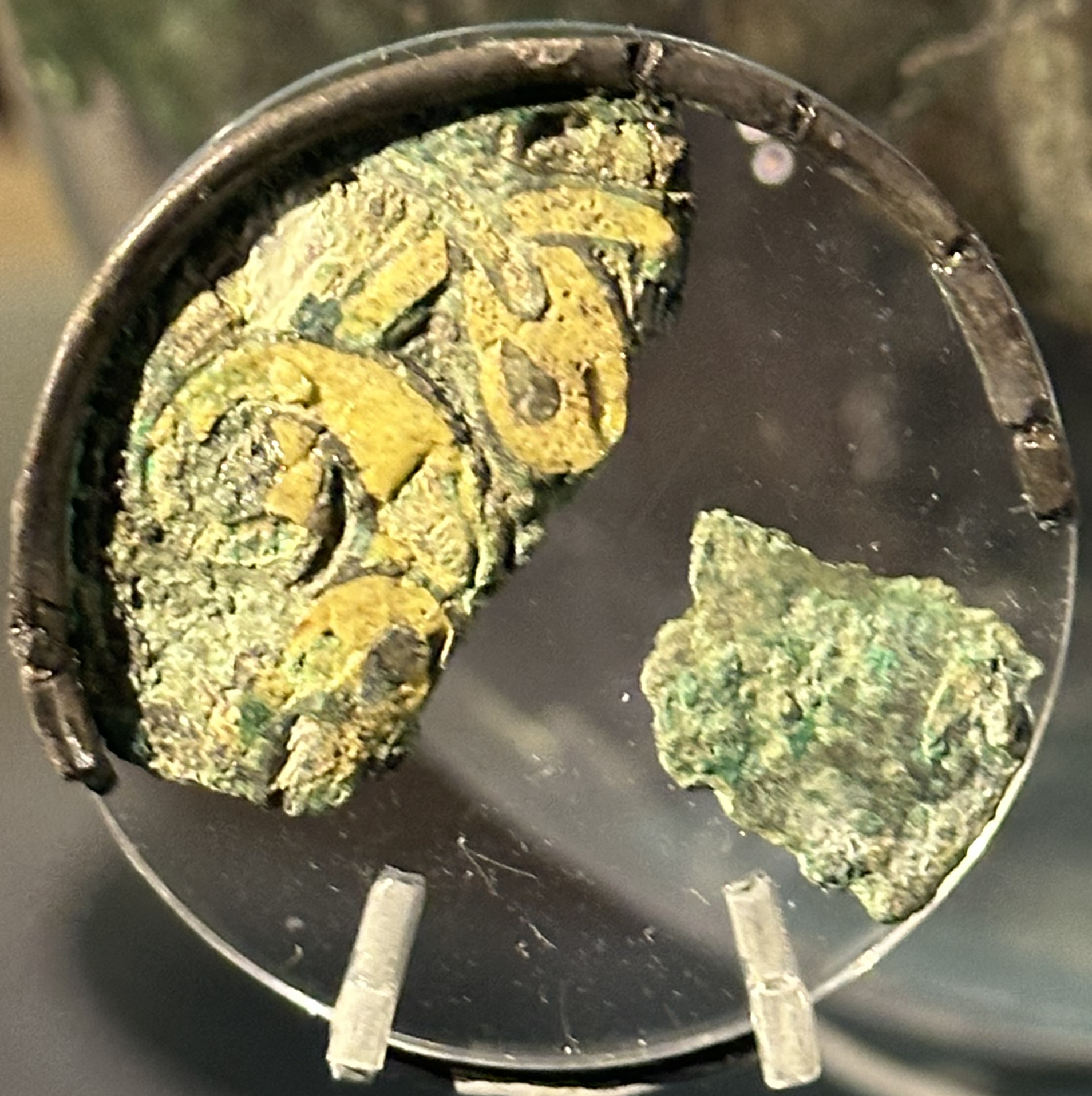
Fragments du bol de Benty Grange